# Mydas incipiens
Mydas incipiens is een vliegensoort uit de familie Mydidae. De wetenschappelijke naam van de soort is voor het eerst geldig gepubliceerd in 1848 door Walker.
De soort komt voor in Australië.